# Орловка (Оконешниковский район)
Орловка — деревня в Оконешниковском районе Омской области России. Входит в состав Крестинского сельского поселения.

## История
Основана в 1911 году. В 1928 г. посёлок Орловский состоял из 64 хозяйств, основное население — русские. В составе Власовского сельсовета Крестинского района Омского округа Сибирского края.
В соответствии с Законом Омской области от 30 июля 2004 года № 548-ОЗ «О границах и статусе муниципальных образований Омской области» деревня вошла в состав образованного муниципального образования «Крестинское сельское поселение». 

## География
Расположена на юго-востоке региона, в пределах Западно-Сибирской равнины.

## Население
| 2002 | 2010 |
| ---- | ---- |
| 151  | ↘123 |

## Инфраструктура
Личное подсобное хозяйство.

## Транспорт
Проходят дороги местного значения. 